# Rogersville (Pensilvania)
Rogersville es un lugar designado por el censo ubicado en el condado de Greene en el estado estadounidense de Pensilvania. En el Censo de 2010 tenía una población de 249 habitantes y una densidad poblacional de 235,64 personas por km².

## Geografía
Rogersville se encuentra ubicado en las coordenadas 39°52′50″N 80°16′10″O / 39.88056, -80.26944. Según la Oficina del Censo de los Estados Unidos, Rogersville tiene una superficie total de 1.06 km², de la cual 1.06 km² corresponden a tierra firme y (0%) 0 km² es agua.

## Demografía
Según el censo de 2010, había 249 personas residiendo en Rogersville. La densidad de población era de 235,64 hab./km². De los 249 habitantes, Rogersville estaba compuesto por el 97.99% blancos, el 0% eran afroamericanos, el 0% eran amerindios, el 0% eran asiáticos, el 0% eran isleños del Pacífico, el 0.8% eran de otras razas y el 1.2% pertenecían a dos o más razas. Del total de la población el 1.61% eran hispanos o latinos de cualquier raza.